# 習志野市
習志野市（日语：／ Narashino shi */?）是千葉縣西北部的一市。人口約17萬人，在千葉縣內位居第9。習志野市的市中心習志野町原名津田沼町，因為JR的津田沼站、京成電鐵的京成津田沼站和新京成電鉄的新津田沼站皆在此匯集，加上1977-78年的百貨公司進駐混戰的「津田沼戰爭」，「津田沼」這地名的流通度與「習志野」不遑多讓。以新市名命名的新習志野站目前正在打造成新都心。

## 地理
位於下總台地邊緣，海岸與內陸的地勢差距大。東京灣沿岸原先是廣大的淺灘，現為住宅區與工商工業用地。本市還有拉姆薩公約登錄地的谷津干潟，為候鳥的重要中繼點。

## 歷史

### 原始、古代、中世
包括千葉市的加曾利貝塚在內，千葉縣的東京灣岸有許多繩文時代的遺跡。習志野市周邊則有藤崎堀込貝塚等遺跡。市內的鷺沼古墳群顯示古時鷺沼地區有豪族存在。律令制下，此地屬下總國，傳聞古東海道的浮嶋站是位在習志野市內，但詳情不明。治承4年（1180年），《吾妻鏡》記載石橋山之戰中戰敗逃至安房國的源賴朝，在此設置本陣整頓軍勢，稱「鷺沼御旅館」。現在市役所所在的鷺沼地區的八剱台與八劍神社周邊，以及位於已暗渠化的菊田川左岸且緊鄰下總台地的大堀込，是中世武士城館所在的鷺沼城跡候選地。

### 近世
中世前，此地屬葛飾郡。江戶時代初期，位於現市域內的谷津（やつ），久久田（くくだ，くぐた），鷺沼（さぎぬま），藤崎（ふじさき），實籾（みもみ）等村屬千葉郡，大多為幕府領或旗本領。另一方面，大久保（おおくぼ）新田是由關西（主要為大阪府羽曳野市）的移民所開發。根據當時的資料，海岸地區屬谷津村、久久田村、鷺沼村，內陸的實籾村北部則有幕府設置的小金牧。東金御成街道通過藤崎村、大久保新田、實籾村。傳聞德川家康將此地命名為「藤咲」，後為避諱同地的子安神社祭神木花開耶姬（木花咲耶姫），將「咲」改為「崎」。而屋敷（やしき）台新田是屬馬加村（後為幕張）。此時的聚落主要可分為海岸地區與內陸台地兩大部分，後演變為習志野市地理上的二大要素－「津田沼」與「習志野原」。
東京灣沿岸緊鄰下總台地，侵蝕出三座谷地（谷津田），分別是西邊的谷津，中央的久久田與其上游的藤崎，東邊的鷺沼。

### 明治－昭和
1888年（明治21年），町村制施行，谷津、久久田、鷺沼、藤崎、大久保新田（之後為大久保）5村合併，以谷津的津、菊田（久久田）的田、鷺沼的沼命名為津田沼村，屬千葉郡。另一方面，實籾村與馬加村等合併為幕張村。1895年（明治28年），前年開通的總武鐵道的津田沼站開始營業。1903年（明治36年），津田沼村實施町制，為津田沼町。
1873年（明治6年），明治天皇在小金牧的大和田原（現千葉縣船橋市習志野台至高根台周邊）觀看陸軍演習。後明治天皇將此地命名為「習志野原」，成為陸軍的演習場。之後，演習場擴大到現在習志野市、八千代市一部分。
陸軍習志野練兵場在日俄戰爭時作為俘虜收容設施。大久保有第十三、十四、十五、十六騎兵連隊與陸軍衛戍醫院（現在的千葉縣濟生會習志野醫院），編組成第1、第2騎兵旅團。昭和時期，騎兵連隊進駐中國大陸，後由陸軍習志野學校與戰車第2連隊進駐。此外，近鄰的藤崎有騎砲兵第2連隊，實籾有高津廠舍與糧秣廠倉庫。
津田沼有鐵道第二連隊入駐，松戶至津田沼的演習路線就是現在的新京成電鐵路線。
因此，津田沼町一帶有「軍鄉」之稱。近年傳出舊日本陸軍軍用舊址埋藏毒氣彈，雖然環境省已展開調査，但也引起船橋市、八千代市等鄰近市町村的關注。

### 戰後
作為軍鄉習志野的一部分，津田沼町周邊設有騎兵第1旅團（現日本大學、東邦大學）、騎兵第2旅團（現東邦大學附屬東邦中學校、高等學校等），津田沼站前有鐵道第二連隊（現千葉工業大學）等軍事相關設施。
戰後，軍事設施陸續轉變為住宅地、教育設施、醫院、工廠等。千葉工業大學津田沼校區仍留有鐵道第二連隊的正門。東北部稱作「習志野原」的舊陸軍演習場大部分成為歸鄉民眾的開墾地。
1954年（昭和29年）8月1日，津田沼町更名為習志野町，同日合併部分千葉市（舊幕張町北部）並施行市制，為習志野市。包含習志野演習場自衛隊設施的舊二宮町編入船橋市。實施市制以後，地名「津田沼」多指舊久久田村一帶。隨著總武線的乘客數不斷增加，東京－津田沼區間複複線化，開始快速運轉。另一方面，津田沼站周邊吸引許多大型商店入駐。
廣大的沿海淺灘在戰後以採貝與海苔養殖為主。1960年代，千葉縣企業廳開始填海造陸，日本住宅公團在袖浦建造團地。1970年代的第二次填海造陸，打造秋津、香澄的住宅公團團地與出售住宅，以及芝園、茜濱等地的工業區，並在東關東自動車道水戶線建設時規劃綠地。此時，舊大藏省管轄的池狀土地仍繼續保留其舊有景觀，稱為谷津干潟，與三番瀨並列為重要的野鳥棲息地，並申請成為拉姆薩公約登錄地。
受東日本大震災的影響，習志野決定建造新市役所本廳舍。2012年10月1日起，除別棟的市民課以外，本廳舍內的各課移轉至市役所周邊設施，習志野市津田沼5丁目（京成津田沼站前）的舊飯店為臨時廳舍。

### 沿革
- 1889年（明治22年）4月1日－町村制施行，谷津村、久久田村（現津田沼）、鷺沼村、藤崎村、大久保新田合併成立千葉郡（日语：千葉郡）津田沼村。
- 1903年（明治36年）3月3日（6月3日）－津田沼村施行町制，為津田沼町。
- 1954年（昭和29年）
  - 8月1日－津田沼町合併部分千葉市（舊幕張町（日语：幕張町）北部：實籾、愛宕、安生津、長作、天戶），改稱習志野町，即日施行市制，為習志野市。
  - 8月28日－部分地區（舊幕張町北部：天戶、長作的字開有富、字享保部分地區除外的大部分）編入千葉市。
- 1955年（昭和30年）9月30日－部分船橋市習志野町（現東習志野）編入。
- 1957年（昭和32年）12月1日－千葉市幕張町2丁目一部分（現花咲）、長作町一部分（現實籾）編入。
- 1965年（昭和40年）9月1日－千葉市長作町一部分（現實籾）編入。
- 1966年（昭和41年）12月27日－公有水面埋立地（現袖浦（日语：袖ヶ浦 (習志野市)））編入。
- 1967年（昭和42年）3月1日－東習志野町字新生一部分編入千葉市（現長作町）。千葉市幕張町2丁目一部分（現花咲）併入。
- 1969年（昭和44年）
  - 3月1日－千葉市幕張町2丁目一部分（現屋敷、花咲）、長作町一部分（現實籾）編入。
  - 10月1日－東習志野町字新生一部分編入千葉市（現長作町）。
- 1970年（昭和45年）5月1日－千葉市幕張町2丁目一部分（現屋敷、花咲）編入。
- 1971年（昭和46年）5月1日 - 屋敷町一部分編入千葉市（現幕張町）。千葉市幕張町2丁目一部分（現花咲、本大久保、花咲）、長作町一部分（現實籾、實籾本鄉）編入。
- 1977年（昭和52年）12月15日－公有水面埋立地（現香澄、秋津、茜濱、芝園）編入。
- 1980年（昭和55年）8月5日－公有水面埋立地（現芝園）編入。
- 1981年（昭和56年）5月1日 - 谷津7丁目一部分編入船橋市（現前原西（日语：前原 (船橋市)））。
- 1989年（平成元年）2月17日－公有水面埋立地（現香澄）編入。
- 1992年（平成4年）3月3日－公有水面埋立地（現袖浦）編入。

### 地名由來
「習志野」的名稱是陸軍大演習時由明治天皇命名。

## 人口
| 習志野市人口分布圖 |                                                 |  |
| 習志野市與日本全國年齡別人口分布比較圖 （2005年資料） | 習志野市的年齡、男女別人口分布圖 （2005年資料） |  |
| ■紫色是習志野市 ■綠色是全国 | ■藍色是男性 ■紅色是女性                         |  |
| 習志野市人口變化 \| 1970年 \| 99,955人 \| \| \| 1975年 \| 117,852人 \| \| \| 1980年 \| 125,155人 \| \| \| 1985年 \| 136,365人 \| \| \| 1990年 \| 151,471人 \| \| \| 1995年 \| 152,887人 \| \| \| 2000年 \| 154,036人 \| \| \| 2005年 \| 158,785人 \| \| \| 2010年 \| 164,530人 \| \| \| 2015年 \| 167,909人 \| \| \| 2020年 \| 176,197人 \| \| |                                                 |  |
| 資料來源：日本總務省統計中心提供之人口普查數據 |                                                 |  |
| 1970年 | 99,955人                                        |  |
| 1975年 | 117,852人                                       |  |
| 1980年 | 125,155人                                       |  |
| 1985年 | 136,365人                                       |  |
| 1990年 | 151,471人                                       |  |
| 1995年 | 152,887人                                       |  |
| 2000年 | 154,036人                                       |  |
| 2005年 | 158,785人                                       |  |
| 2010年 | 164,530人                                       |  |
| 2015年 | 167,909人                                       |  |
| 2020年 | 176,197人                                       |  |

## 鄰接自治體、行政區
現在
- 千葉市（美濱區、花見川區）
- 船橋市
- 八千代市

舊津田沼町時代
- 幕張町（日语：幕張町）（村）－南部現屬千葉市，北部現屬習志野市
- 二宮町（日语：二宮町 (千葉県)）（村）－現船橋市
- 大和田町（日语：大和田町 (千葉県)）（村）－現八千代市

## 行政
- 市長：宮本泰介（2011年（平成23年）4月27日就任 第一任）

### 歷代首長
津田沼村長
- 初代 伊藤彌一：1889年（明治22年）5月－1893年（明治26年）4月
- 2代 三橋茂兵衛：1893年（明治26年）5月－1894年（明治27年）4月
- 3代 村山吉兵衛：1894年（明治27年）4月－1895年（明治28年）6月
- 4代 伊藤彌一：1895年（明治28年）7月
- 5代 三橋茂兵衛：1895年（明治28年）9月－1897年（明治30年）4月
- 6代 植草十右衛門：1897年（明治30年）12月－1901年（明治34年）12月
- 7代 笠川德脩：1902年（明治35年）5月－1903年（明治36年）3月 大和田町（現八千代市出身）

津田沼町長
- 初代 笠川德脩：1903年（明治36年）3月－1904年（明治37年）7月
- 2代 中島左內：1905年（明治38年）3月－1908年（明治41年）10月
- 3代 田久保節造：1909年（明治42年）2月－1911年（明治44年）8月
- 4代 中島左內：1911年（明治44年）9月－1929年（昭和4年）10月
- 5代 田久保清次：1929年（昭和4年）11月－1931年（昭和6年）1月
- 6代 吉野信：1931年（昭和6年）1月－1946年（昭和21年）11月
- 7代 白鳥義三郎：1947年（昭和22年）4月－1954年（昭和29年）8月

習志野市長
- 初代 白鳥義三郎：1954年（昭和29年）－1963年（昭和38年）
- 2代 大塚軍記：1963年（昭和38年）－1967年（昭和42年）
- 3代 吉野孝 :1967年（昭和42年）－1983年（昭和58年）
- 4代 三上文一：1983年（昭和58年）4月－1991年（平成3年）4月
- 5代 荒木勇：1991年（平成3年）4月－2011年（平成23年）4月
- 6代 宮本泰介：2011年(平成23年)4月－（現任）

## 立法

### 市議會
- 席次：30席
- 任期：2011年（平成23年）5月1日～2015年（平成27年）4月30日
- 議長：齊藤賢治（真政會、第4任）
- 副議長：長田弘一（打造活力的的習志野會、第2任）

| 黨派                                            | 席次 | 議員名（◎為代表）                                   |
| ----------------------------------------------- | ---- | --------------------------------------------------- |
| 打造活力的的習志野會 （元気な習志野をつくる会） | 5    | ◎田中真太郎、長田弘一、帶包文雄、清水大輔、關桂次   |
| 公明黨                                          | 5    | ◎小川利枝子、木村孝浩、清水晴一、布施孝一、真船和子 |
| 真政會                                          | 4    | ◎宮本博之、荒木和幸、齊藤賢治、佐佐木秀一           |
| 環境未來 （環境みらい）                         | 4    | ◎央重則、相原和幸、市角雄幸、中山恭順               |
| 眾人之黨                                        | 3    | ◎市瀨健治、佐野正人、高橋剛弘                       |
| 習志野俱樂部 （習志野クラブ）                   | 2    | ◎杉山和春、木村孝                                   |
| 日本共產黨                                      | 2    | ◎谷岡隆、市川壽子                                   |
| 聆聽市民之聲會 （市民の声を聞く会）             | 1    | 立崎誠一                                            |
| 新社会黨                                        | 1    | 宮內一夫                                            |
| 習志野志民之會 （ならしの志民の会）             | 1    | 伊藤寛                                              |
| 習志野向日葵之會 （ならしのひまわりの会）       | 1    | 木村靜子                                            |
| 都市政策研究會                                  | 1    | 平川博文                                            |

※2014年（平成26年）3月20日。

### 千葉縣議會（習志野市選舉區）
- 席次：2名
- 任期：2011年（平成23年）4月30日～2015年（平成27年）4月29日

| 姓名      | 黨派                       | 當選次數 |
| --------- | -------------------------- | -------- |
| 佐藤 正己 | 自由民主黨千葉縣議會議員會 | 4        |
| 村上純丈  | 自由民主黨千葉縣議會議員會 | 1        |

※2014年（平成26年）3月20日。

## 產業

### 農業
由於不斷的住宅化，農地逐漸減少，以近郊農業為主。主要農作物有胡蘿蔔與蔥等，菊田川、濱田川上游有水田。

### 工業
東習志野有一些大型工廠。京葉工業地域的重化學工業發達。
早期，內陸、東習志野的舊陸軍習志野演習場釋出的農地改建為工業區，吸引日立製作所等大型工廠進駐。沿岸地區在1970年代進行第二次填海造陸時，由於公害等大型社會問題，不再鼓勵大型工廠進駐。造陸完成後，茜濱等地打造以中小型工廠為主的工業區。
此外，鷺沼曾開採天然氣，但現在已停止。

### 商業

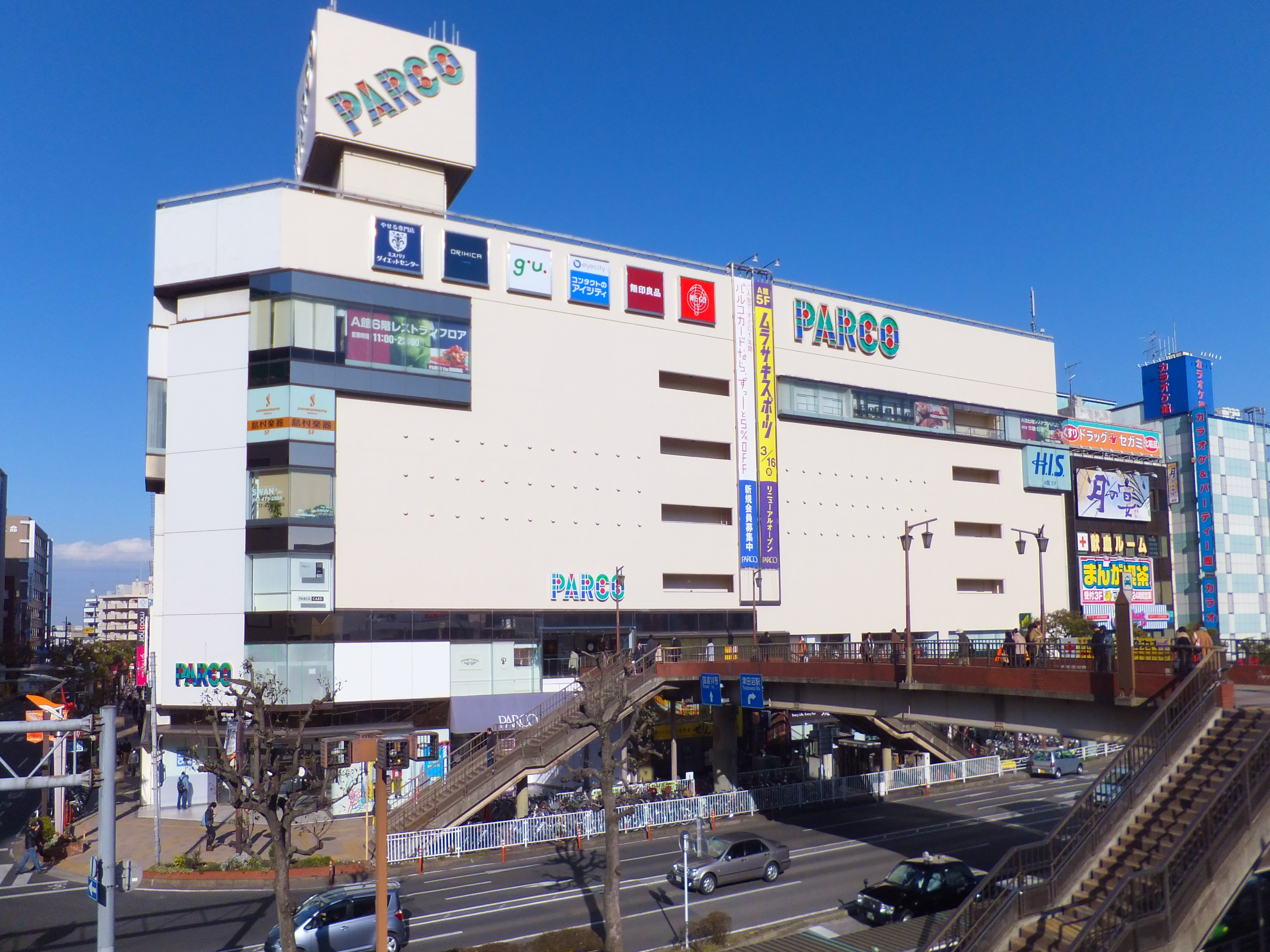
津田沼巴而可

作為習志野陸軍設施的玄關口，總武線津田沼站北口自戰前就已形成站前商店街，其大多屬船橋市（舊二宮町）。在津田沼站北口、南口進行再開發的1970年代後半以前，除了京成電鐵谷津遊園（現谷津）、京成津田沼、京成大久保、實籾各站周邊的站前商店街，其他地區沒有令人注目的商業設施。其中，連接谷津遊園的谷津遊園站南口，與連接大久保陸軍設施（戰後的國立醫院與大學）的京成大久保站北口商店街發展較早，是市內最繁華的地區。
1970年代後半，千葉縣立千葉工業高等學校與習志野第一中學校等車站周邊大型學校陸續遷移，長崎屋、巴而可、伊藤洋華堂、丸井（以上北口）、高島屋、大榮（以上南口）等大型商店陸續進駐津田沼站周邊。各家大型商店展開涵蓋船橋市東部新京成電鐵沿線龐大居住人口的激烈競爭，有津田沼戰爭之稱。之後，長崎屋、高島屋在1980年代，大榮在2005年（平成17年）末，丸井在2007年（平成19年）陸續退出。2003年（平成15年）10月4日，永旺株式會社的永旺津田沼購物中心（現永旺夢樂城津田沼）開幕。2007年（平成19年）11月9日，迅銷優衣庫的mina津田沼開幕。2008年（平成20年），大榮退出後的舊大樓更名為Morisia津田沼，包括山田電機LABI津田沼店與永旺Morisia津田沼店等在此營業，預料將再次展開激烈競爭。
2000年代後，較晚開業的京葉線新習志野站南側吸引了郊外型大型商業設施進駐。另一方面，袖浦團地內作為團地住戶日常消費重心的購物中心，在激烈競爭中仍有不錯表現，但秋津團地的購物中心則因難以競爭而退出。

## 友好城市
- 美国亚拉巴马州塔斯卡卢萨 （1986年）
- 京田邊市（京都府）
  - 2013年（平成25年）與京田邊市締結災害時相互應援協定。

## 交通

### 鐵路
習志野站並不在市內（位於船橋市），跨船橋市的津田沼站為市中心站。京成線京成津田沼站是京成本線與千葉線的分岐點。此外，京成津田沼站也是新京成線的起點。JR總武線，京葉線通過本市並設有車輛基地。
東日本旅客鐵道（JR東日本）
- 中央·總武緩行線：津田沼站
- 京葉線：新習志野站

京成電鐵
- 本線：谷津站 - 京成津田沼站 - 京成大久保站 - 實籾站
- 千葉線：京成津田沼站

新京成電鐵
- 新京成線：京成津田沼站 - 新津田沼站

### 路線巴士
- 京成巴士
  - 津01往三山車庫
  - 津02往二宮神社前（停靠濟生會習志野醫院（日语：千葉県済生会習志野病院）與日大生產工學部）
  - 津03往日大實籾　津31行經東電前往八千代台站東口
  - 津21行經三山車庫、日鐵溶接往八千代台站西口
  - 津32往習志野企業局
  - 津41行經京成津田沼站入口往袖浦團地（日语：袖ヶ浦団地）
  - 津42往津田沼高校（日语：津田沼高校）（僅深夜巴士）
  - 津46行經京成津田沼站入口、袖浦團地入口、新習志野站往永旺夢樂城幕張新都心（日语：イオンモール幕張新都心）（永旺夢樂城巴士總站）
  - 津51行經第七中學校往新習志野站
  - 津52行經京成津田沼站入口、臨海工業團地往新習志野站（僅平日早晨，傍晚僅在新習志野站發車）
  - 津61行經京成津田沼站、屋敷往幕張西五丁目（停靠幕張本鄉站）
  - 津71往谷津干潟（日语：谷津干潟）

- 京成巴士系統（日语：京成バスシステム）
  - 船41行經東船橋站往京成船橋站

- 習志野新京成巴士（日语：習志野新京成バス）
  - 津田沼線
    - 綠03行經自衛隊前往八千代綠丘站
    - 津04行經自衛隊前往北習志野站
    - 津05行經自衛隊前往習志野車庫
    - 津16行經自衛隊前往高津團地中央

  - 前原公團線
    - 津10行經公團東口往千葉醫院前
    - 津11往公團東口
    - 津14行經公團東口、東町往東船橋站

  - 津田沼綠色高地（津田沼グリーンハイツ）線
    - 津17行經前原東郵便局往津田沼綠色高地

  - 三山線
    - 津08行經田喜野井（日语：田喜野井）入口往二宮神社（日语：二宮神社 (船橋市)）前
- 千葉彩虹巴士（日语：ちばレインボーバス）
  - 　往八千代綠丘站　往船尾車庫　往千葉新市鎮中央站　往木下站
- 千葉海濱巴士（日语：千葉シーサイドバス）
- 習志野市快樂巴士（日语：習志野市ハッピーバス）
  - 京成津田沼站內陸線
  - 京成津田沼站海濱線
  - 京成大久保站線

### 高速巴士
- 東京空港交通、京成巴士
  - 津田沼站南口 - 羽田機場
- 京成巴士、富士急山梨巴士（日语：富士急山梨バス）
  - 津田沼站南口 - 富士急高原樂園

### 深夜急行巴士
- 平和交通（日语：平和交通）
  - 銀座站、東京站→津田沼站南口
- 千葉綠巴士（日语：ちばグリーンバス）
  - 新橋站、有樂町站→津田沼站北口→京成佐倉站、成田站

### 道路
高速道路
- 京葉道路
  - 穴川IC （千葉市）
  - 幕張IC（千葉市）與習志野市
  - 武石IC（千葉市）
  - 花輪IC（船橋市）與習志野市
- 東關東自動車道
  - 谷津船橋IC（2013年9月新設）
  - 灣岸習志野IC
  - 灣岸千葉IC （千葉市）
  - 千葉北IC （千葉市）

一般國道
- 國道14號（千葉街道）
- 國道357號

其他
- 舊東金街道（日语：東金街道）（御成街道）

### 港灣
- 千葉港（特定重要港灣（日语：特定重要港湾））

## 觀光

### 史跡、景點
- 谷津干潟（日语：谷津干潟）
- 谷津玫瑰園（日语：谷津バラ園）（谷津遊園內的玫瑰園移交市府管理）
- 舊鴇田家住宅（實籾本鄉公園內千葉縣指定有形文化財（日语：千葉県指定文化財一覧）的民家）
- 舊大澤家住宅（藤崎森林公園內千葉縣指定有形文化財的民家）
- 藤崎堀込貝塚（千葉縣指定史跡（日语：千葉県指定文化財一覧#））
- 軍隊史跡（舊鐵道第2連隊正門、騎兵旅團之碑、騎兵第13、14連隊之碑、德國俘虜管弦樂團之碑等）
- 巨人軍誕生地之碑（鄰近谷津玫瑰園）
- 鷺沼城跡（日语：鷺沼城）
- 實籾城跡（日语：実籾城）

### 國登錄有形文化財
- 千葉工業大學通用門（舊鐵道第2連隊正門）（津田沼）
- 廣瀨家住宅 主屋等（津田沼）

### 主要神社
- 丹生神社（谷津）
- 菊田神社（日语：菊田神社）（津田沼）（下總三山七年祭（日语：下総三山の七年祭り））
- 根神社（日语：根神社）（鷺沼）
- 八劍神社（日语：八剱神社 (習志野市)）（鷺沼）（劍祭）
- 子安神社（日语：子安神社 (習志野市)）（藤崎）
- 譽田八幡神社（日语：誉田八幡神社 (習志野市)）（大久保）
- 天津神社（日语：天津神社 (習志野市)）（屋敷）
- 大原大宮神社（日语：大原大宮神社）（下總三山七年祭（日语：下総三山の七年祭り））

### 主要寺院
- 東福寺（谷津）
- 西光寺（谷津）
- 東漸寺（津田沼）
- 慈眼寺（鷺沼）
- 正福寺（藤崎）
- 無量寺（實籾）
- 藥師寺（大久保）

### 活動
- 阿波樣（あんば様，菊田神社）
- 劍祭（八劍神社]）
- 市民祭「習志野閃耀」（習志野きらっと）

### 過去存在的主要軍事設施
- 陸軍習志野練兵場（日语：陸軍習志野錬兵場）一部分（大部分屬二宮町）
- 騎兵第1旅團（日语：騎兵第1旅団 (日本軍)）（大部分屬二宮町）
- 騎兵第2旅團（日语：騎兵第2旅団 (日本軍)）
- 陸軍習志野學校（日语：陸軍習志野学校）
- 鐵道第2連隊（日语：鉄道連隊）
- 鐵道連隊材料工廠
- 鐵道連隊演習線（日语：鉄道連隊演習線）
- 支那圍壁砲台（日语：支那囲壁砲台）（部分現存）

## 住宅團地
- 香澄團地
- 秋津（日语：秋津 (習志野市)）住宅公團海濱團地
- 袖浦團地（日语：袖浦 (習志野市)）
- 谷津公園城（谷津パークタウン）
- 大久保團地（本大久保）
- 谷津遊園高地（谷津遊園ハイツ）
- 海濱谷津團地

## 教育
舊軍隊設施用地吸引東邦大學（但東邦大學位在船橋市內）與日本大學生產工學部、千葉工業大學來此，學生眾多。京成大久保站周邊形成學生街。
習志野高等學校以高中棒球、吹奏樂部、足球聞名，千葉縣立津田沼高等學校設有音樂課程，音樂教育興盛。

### 幼稚園
| 市立 - 習志野市立杉之子幼兒園（2012年4月開設） - 習志野市立筑紫（つくし）幼稚園 - 習志野市立谷津幼稚園 - 習志野市立津田沼幼稚園 - 習志野市立袖浦東幼稚園 - 習志野市立屋敷幼稚園 - 習志野市立藤崎幼稚園 - 習志野市立大久保東幼稚園 - 習志野市立向山幼稚園 - 習志野市立新榮幼稚園 - 習志野市立袖浦西幼稚園 - 習志野市立秋津幼稚園 - 習志野市立香澄幼稚園 - 習志野市立實花幼稚園 - 習志野市立東習志野幼兒園 | 私立 - 第一胡桃（くるみ）幼稚園 - 青葉幼稚園 - 習志野實（みのり）幼稚園 - 實籾（みもみ）幼稚園 - 聖潔（ホーリネス）幼稚園 其他幼兒設施 - やひろ學園 |

### 小學校
| - 習志野市立津田沼小學校 - 習志野市立大久保小學校 - 習志野市立谷津小學校 - 習志野市立鷺沼小學校 - 習志野市立實籾小學校 - 習志野市立大久保東小學校 - 習志野市立袖浦西小學校 - 習志野市立東習志野小學校 | - 習志野市立袖浦東小學校 - 習志野市立屋敷小學校 - 習志野市立藤崎小學校 - 習志野市立實花小學校 - 習志野市立向山小學校 - 習志野市立秋津小學校 - 習志野市立香澄小學校 - 習志野市立谷津南小學校 |

### 中學校
- 習志野市立第一中學校（日语：習志野市立第一中学校）
- 習志野市立第二中學校（日语：習志野市立第二中学校）
- 習志野市立第三中學校（日语：習志野市立第三中学校）
- 習志野市立第四中學校（日语：習志野市立第四中学校）
- 習志野市立第五中學校（日语：習志野市立第五中学校）
- 習志野市立第六中學校（日语：習志野市立第六中学校）
- 習志野市立第七中學校（日语：習志野市立第七中学校）
- 東邦大學附屬東邦中學校（日语：東邦大学付属東邦中学校・高等学校）

### 高等學校
- 習志野高等學校（日语：習志野市立習志野高等学校）
- 千葉縣立津田沼高等學校（日语：千葉県立津田沼高等学校）
- 千葉縣立實籾高等學校（日语：千葉県立実籾高等学校）
- 東邦大學附屬東邦高等學校（日语：東邦大学付属東邦中学校・高等学校）

### 專門學校
- 大原簿記法律專門學校津田沼校（日语：学校法人大原学園）

### 大學
- 千葉工業大學（津田沼校舍、新習志野校舍）
- 日本大學生產工學部（津田沼校區、實籾校區）

東邦大學習志野校區在船橋市。

### 過去存在的大學相關設施
- 巢鴨經濟專門學校（現千葉商科大學）－ 1945年至1946年
- 東洋高等學校 (舊制)（日语：東洋高等学校 (旧制)）（現東洋學園大學（日语：東洋学園大学））－1947年至1950年
- 順天堂大學習志野校區－1947年至1988年
- 千葉大學腐敗研究所－1949年至1987年

## 以習志野市為舞台的作品
- 《戰爭程序員白瀨》
- 《哥吉拉×機械哥吉拉》
- 《哥吉拉×摩斯拉×機械哥吉拉 東京SOS》
- 《でじぱら（日语：でじぱら）》（高木信孝的漫畫作品）
- 《ツマヌダ格闘街（日语：ツマヌダ格闘街）》（上山道郎的漫畫作品）
- 《黄金拼图》（原悠衣的漫畫作品）
- 《キャッチボール×3》2010年（平成22年）秋季上映的電影

## 出身人物
- 鈴木大地（游泳選手，漢城奧運100公尺仰式金牌得主）
- 高田昌明（足球靜岡FC（日语：静岡FC）選手兼監督）
- 服部公太（日语：服部公太）（足球岡山綠雉選手）
- 砂川誠（日语：砂川誠）（足球札幌岡薩多選手）
- 北嶋秀朗（足球熊本羅亞素選手）
- 小川淳司（日语：小川淳司）（職棒東京養樂多燕子一軍監督）
- 宮本泰介（政治家、千葉縣習志野市長）
- 福浦和也（職棒千葉羅德海洋選手）
- AKIRA（職業摔角手）
- 森田彩華（日语：森田彩華）（美少女俱樂部31（日语：美少女クラブ31））
- 松尾翠（富士電視台播音員）
- 有岡大貴（偶像）

## 外部連結
行政
- 習志野市 （页面存档备份，存于）

觀光
- 習志野市內觀光、史跡散步路線